# Joburg Open
Het Joburg Open is een golftoernooi voor golfprofessionals, dat gevestigd is in Zuid-Afrika. Het toernooi maakt deel uit van de Sunshine Tour en Europese PGA Tour. De eerste editie van het toernooi vond plaats in 2007.
Het toernooi wordt tijdens de eerste twee dagen op de Oostbaan en de Westbaan van de Royal Johannesburg and Kensington Golf Club gespeeld, waardoor er 210 spelers kunnen meedoen. Slechts 65 en ties kwalificeren zich voor het weekend. Ronde 3 en 4 worden op de Oostbaan gespeeld.

## Banen
Beide banen hebben een par van 71. De Oostbaan is met 6943 meter de langste baan die de Europese Tour gebruikt. Hij ligt op 1500 meter hoogte en heeft veel hoogteverschillen. Hierdoor is het soms moeilijk de goede clubkeuze te bepalen.

## Winnaars
| Jaar | Winnaar          | Score | Score |
| ---- | ---------------- | ----- | ----- |
| 2007 | Ariel Cañete     | 266   | -18   |
| 2008 | Richard Sterne   | 271   | -13   |
| 2009 | Anders Hansen    | 269   | -15   |
| 2010 | Charl Schwartzel | 261   | -23   |
| 2011 | Charl Schwartzel | 265   | -19   |
| 2012 | Branden Grace    | 270   | -17   |
| 2013 | Richard Sterne   | 260   | -27   |
| 2014 | George Coetzee   | 268   | -19   |

| Toernooirecord |